# Consiglio di Stato del Lussemburgo
Il Consiglio di Stato del Granducato di Lussemburgo (francese: Conseil d'État du Grand-duché de Luxembourg, tedesco: Staatsrat des Großherzogtums Luxemburg, lussemburghese: Staatsrot vum Groussherzogtum Lëtzebuerg) è l'organo istituzionale a cui spetta il diritto di consigliare il governo granducale e la camera dei deputati del Lussemburgo. Esso non possiede alcun potere politico ma è semplicemente un'istituzione indipendente.

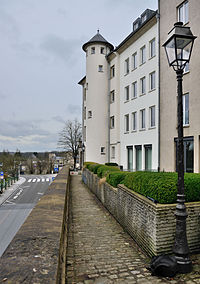
La sede del Consiglio di Stato all'Hôtel du Conseil d'État

## Storia
Quando Guglielmo II morì nel 1849, suo figlio Guglielmo III gli succedette. Quest'ultimo è stato animato dal desiderio di ripristinare l'autorità monarchica e di riformare la Costituzione liberale del 1848. Per giustificare la sua azione, assume come pretesto i suoi obblighi nei confronti della Confederazione germanica, alla quale appartiene il Lussemburgo dal Congresso di Vienna del 1815. La Camera dei deputati è ostile alle tendenze della revisione costituzionale. Il progetto di riforma, elaborato dal governo con l'assistenza del principe Henri, fratello del re-granduca, tenente rappresentante, ha incontrato l'opposizione della Camera cheritira la sua fiducia nel governo. Il 27 novembre 1856, Guglielmo III lancia un proclama e lo stesso giorno pubblica l'ordinanza rivedendo la Costituzione in senso autocratico e reazionario.
Il progetto di riforma costituzionale prevede, tra l'altro, la creazione di un Consiglio di Stato, specificando che “per la legislazione, il Consiglio di Stato prenderà il posto di una seconda Camera; la sua azione diventerà una garanzia per la maturità delle leggi. […] Per l'amministrazione, formerà il Gran Consiglio del Governo, contemporaneamente a un tribunale amministrativo. Prestando al governo un prezioso supporto per l'esame di tutte le questioni che toccano gli interessi generali, proteggerà gli interessi privati dall'arbitrarietà e dagli errori dell'amministrazione”.
L'articolo 76 della nuova Costituzione, noto come "concesso", prevede la creazione di questo consiglio prevedendo che ci sarà, insieme al governo "un consiglio" la cui missione è quella di emettere un parere su tutti i progetti di legge e di eventuali modifiche che possono esserle proposte, per risolvere questioni relative a controversie amministrative e per esprimere il proprio parere su tutte le altre questioni che gli verranno sottoposte dal Re-Granduca o dalle leggi.
Il 10 maggio 1940, Le truppe tedesche invadono il territorio lussemburghese. Il Consiglio di Stato continua a sedersi fino a quando il gauleiter Gustav Simon non decide di scioglierlo.
Nel Settembre 1944, i membri del governo che si erano ritirati all'estero durante l'invasione tedesca tornarono nel paese e ripresero le loro funzioni. La Granduchessa Charlotte è ospitata dal tifo del Lussemburgo, il 14 aprile 1945, dopo quattro anni in esilio. Anche se le istituzioni esistenti prima dell'invasione hanno ripreso le loro attività, il Consiglio di Stato è stato sciolto 16 novembre 1945 con decreto granducale in base al fatto che la sua composizione "non corrisponde più ai requisiti della situazione attuale". Solo quattro consiglieri di stato dei dodici che si sono seduti prima della guerra ottengono un nuovo appuntamento.

### Revisione della composizione
Alla fine degli anni '50, un dibattito generale sulla composizione e le missioni del Consiglio di Stato ebbe luogo tra il Governo, la Camera dei deputati e il Consiglio di Stato. Il parere del Consiglio di Stato su un disegno di legge che lo riguarda è seguito dal legislatore. La legge risultante nel 1961 ha modificato più specificamente la composizione del Consiglio di Stato e il metodo di nomina dei suoi membri.
D'ora in poi, il Consiglio di Stato è composto da ventuno consiglieri, undici dei quali formano il comitato per le controversie. Nel 1972, mentre la funzione dura tutta la vita fino a lì, il limite di età dei consiglieri di stato è fissato a 72 anni. Allo stesso tempo, una prerogativa introdotta per il Granduca gli consente di nominare direttamente i membri della sua famiglia oltre il numero stabilito di consiglieri.
La vecchia procedura, che consente alla Camera dei deputati di proporre un elenco di tre candidati al sovrano per ogni nomina al Comitato per le controversie, è abolita. Tuttavia, questo modello viene utilizzato per la designazione di tutti i membri. Pertanto, i Consiglieri di Stato sono sempre nominati dal Granduca. La sostituzione viene effettuata alternativamente e in ordine, con la nomina di uno dei tre candidati presentati dalla Camera dei deputati e con la nomina di uno dei tre candidati presentati dal Consiglio di Stato. Questa nuova modalità di designazione è considerata dai suoi autori una "democratizzazione" dell'istituzione.

### Indipendenza formale
Fu nel 1989 che l'indipendenza del Consiglio di Stato fu formalmente sancita dalla Costituzione. Il testo relativo al Consiglio di Stato apparso fino ad allora nella Costituzione sotto il capitolo relativo al governo, è spostato in un capitolo separato. In questa prospettiva, segniamo la sua autonomia nei confronti del governo e per indicare più precisamente le sue attribuzioni, in particolare nella sua capacità di giurisdizione amministrativa.
Gli attori di questa revisione costituzionale hanno inoltre concluso che la formulazione del nuovo testo costituzionale non precluderebbe una completa separazione, a livello delle persone, tra i consiglieri di Stato che esercitano la funzione consultiva e quelli che esercitano la funzione giurisdizionale.

### Una riforma del capitale
La riforma più incisiva dalla sua creazione fu portata al Consiglio di Stato nel 1996. Al centro di questa riforma c'è la Procola della Corte europea dei diritti dell'uomo di28 settembre 1995. Nel caso di specie relativo alle quote latte, i giudici di Strasburgo hanno stabilito che la composizione del comitato per le controversie non soddisfa il requisito di imparzialità derivante dalla Convenzione europea per la protezione dei diritti umani e delle libertà fondamentale. In effetti, quattro su cinque Consiglieri di Stato riuniti nella causa applicano una legge sulla quale avevano già contribuito in precedenza a formulare un parere nel quadro della missione consultiva del Consiglio di Stato. Secondo la Corte europea dei diritti dell'uomo, Procola avrebbe potuto legittimamente temere che i membri del comitato per le controversie si sentissero vincolati dai consigli forniti in precedenza. Questo semplice dubbio è sufficiente per modificare ilimparzialità del comitato.
Mantenendo le proposte formulate dal Consiglio di Stato nel suo parere sul disegno di legge per la riforma del Consiglio di Stato, il Costituente ha rimosso da esso la funzione giurisdizionale da 1º gennaio 1997, abolendo il comitato per le controversie, di affidarlo a un tribunale amministrativo in primo grado e ad un tribunale amministrativo in appello . Questa riforma introduce due ulteriori innovazioni. La durata della funzione di consigliere di Stato è ormai limitata a 15 anni, non rinnovabile, e il Consiglio di Stato può essere soggetto a un periodo di tre mesi per esprimere il proprio parere nel quadro della procedura legislativa.

### Rafforzare la legittimità
A seguito di un'ampia consultazione di gruppi politici e sensibilità rappresentati nella Camera dei deputati su una possibile riforma del Consiglio di Stato, la legge del 16 giugno 2017 sull'organizzazione del Consiglio di Stato ha sostituito laq legge modificata del 12 luglio 1996 che riforma il Consiglio di Stato.
Una delle principali innovazioni di questa nuova legge consiste nell'adattare la composizione del Consiglio di Stato in modo da garantire un'equa rappresentanza delle correnti politiche che siedono nella Camera dei deputati. Il sistema di nomina istituito nel 1961 è stato mantenuto, pur apportando due modifiche: la nomina diretta del Granduca è sostituita dalla nomina su proposta del governo e dall'elenco dei tre candidati presentato dalla Camera dei deputati e dal Consiglio. Lo stato è sostituito dalla proposta di un candidato unico per il Granduca. La durata del mandato del consigliere di stato era limitata a un periodo continuo o discontinuo di dodici anni.

## Composizione
Il consiglio è composto da 21 consiglieri nominati dal granduca in carica di cui 11 devono essere in possesso di una laurea in giurisprudenza. Questo numero non include i membri della famiglia granducale.
Sopra sono riportati i consiglieri con le relative appartenenze politiche:
     Partito Popolare Cristiano Sociale
     Partito Operaio Socialista
     Partito Democratico
     I Verdi
     Indipendenti/Altri
     Granduca Ereditario Guglielmo di Lussemburgo